# Schoenionta vespiventris
Schoenionta vespiventris är en skalbaggsart som beskrevs av Thomson 1868. Schoenionta vespiventris ingår i släktet Schoenionta och familjen långhorningar. Inga underarter finns listade i Catalogue of Life.